# Guiler-sur-Goyen
Guiler-sur-Goyen är en kommun i departementet Finistère i regionen Bretagne i västra Frankrike. Kommunen ligger i kantonen Plogastel-Saint-Germain som tillhör arrondissementet Quimper. År 2022 hade Guiler-sur-Goyen 521 invånare.

## Befolkningsutveckling
Antalet invånare i kommunen Guiler-sur-Goyen
Referens:INSEE